# Веденін Андрій Якович
Андрій Якович Веденін (27 листопада 1900, село Семенівське Алатирського повіту, тепер Порецький район Чувашської Республіки, Росія — 13 червня 1984, місто Москва) — радянський військовий діяч. Член ВКП(б) з 1925 року. Кандидат у члени ЦК КП України в 1952—1954 роках.

## Біографія
Народився у бідній селянській сім'ї. З 1919 року — на службі в Червоній Армії, учасник Громадянської війни в Росії.
Закінчив 1-ші Казанські піхотні командні курси (1919), повторні курси начскладу при Об'єднаній військовій школі ім. В. І. Леніна у м. Ташкенті (1926), Вищі стрілецько-тактичні курси удосконалення командного складу піхоти «Постріл»(1940), Вищі академічні курси при Вищій військовій академії ім. К. Є. Ворошилова (1947).
У роки Громадянської війни з червня 1919 р. проходив службу червоноармійцем у складі 6-го стрілецького полку. У серпні 1919 р. спрямований на піхотні командні курси, після закінчення з лютого 1920 р. командував взводом у складі 145-го стрілецького полку. Брав участь у боях на Східному, Західному і Туркестанському фронтах.
З вересня 1922 р. проходив службу в 9-му стрілецькому полку 3-ї стрілецької дивізії Середньоазіатського військового округу, командир взводу, роти, батальйону. У період з вересня 1925 р. по вересень 1926 р. знаходився на навчанні в Об'єднаній військовій школі ім. В. І. Леніна в м. Ташкенті. У 1931 р. був призначений на посаду Хорезмського окружного воєнкома, з вересня 1931 р. — Самаркандський райвоєнком, з квітня 1934 р. — воєнком Киргизької АРСР, з березня 1937 р. — Вяземський райвоєнком.
З грудня 1938 р. — начальник Центральної школи командно-політичного складу Центральної ради Осоавіахіму СРСР. У 1940 р. знаходився на навчанні на Вищих стрілецько-тактичних курсах «Постріл»(курс командирів полків), потім з червня того ж року — начальник відділу Центральної ради Осоавіахіму СРСР, з травня 1941 р. — начальник відділу кавалерійської підготовки УВО Центральної ради Осоавіахіму. З травня 1941 р. — начальник відділу військового навчання Московської обласної ради Осоавіахіму.
Учасник Другої світової війни. З серпня 1941 р. — командир 999-го стрілецького полку, з січня 1942 р. — командир 118-ї стрілецької (85-ї гвардійської) дивізії у складі 31-ї армії Калінінського фронту. З серпня 1943 р. тимчасово командував 71-м стрілецьким корпусом 31-ї армії Західного, потім 3-го Білоруського фронтів. З травня 1944 р. — командир 3-го гірськострілецького корпусу у складі Окремої Приморської, 18-ї, 1-ї гвардійської і 60-ї армій 4-го Українського фронту.
Після війни з травня 1946 р. вчився на Вищих академічних курсах при Вищій військовій академії ім. К. Є. Ворошилова, після закінчення з квітня 1947 р. проходив службу в Групі радянських окупаційних військ в Німеччині, командир 57-ї гвардійської стрілецькій дивізії. З травня 1949 р. — командир 28-го гвардійського стрілецького корпусу. З листопада 1951 р. до вересня 1953 р. — командир 27-го гвардійського стрілецького корпусу Київського військового округу.
З вересня 1953 р. до серпня 1967 р. — комендант Московського Кремля. Одночасно, до 1959 року начальник 10-го Управління МВС-КДБ СРСР, у липні 1959 — липні 1967 рр. — заступник начальника 9-го Управління МВС СРСР.
З серпня 1967 р. у відставці.

## Звання
- Генерал-лейтенант (1953)

## Нагороди
- Два ордени Леніна
- Три ордени Червоного Прапора
- Орден Богдана Хмельницького 1 ступеня
- Орден Суворова 2 ступеня
- Орден Кутузова 2 ступеня
- Орден Трудового Червоного Прапора
- Орден Білого Лева (Чехословаччина)
- медалі